# Проституция в Мозамбик
Проституцията в Мозамбик е законна, но публичните домове не са разрешени. Тя се е превърнала в основен проблем за страната. В средата на 1990-те години миротворци на ООН са обвинени в склоняване на деца към проституция.
През последните години много проститутки от Зимбабве отиват в Мозамбик за да изкарват пари. Те се съсредоточават в близост до златните мини. Предлагат услугите си в замяна на пари или храна. Това се дължи на масовата безработица в тяхната родина. Проституцията е основният фактор за разпространението на СПИН.